# Université Général Lansana Conté
L'université Général Lansana Conté est une université publique d'Afrique de l'ouest située à Conakry, la capitale de la Guinée. Elle compte 23 000 étudiants.

## Historique
L'université Général Lansana Conté a été créée en 2005 (Arrêté no 2005/104/MESR/CAB/DRH) sous l’appellation Université des sciences humaines, juridiques et économiques de Sonfonia-Conakry. Elle a ensuite été rebaptisée du nom du deuxième président de la République de Guinée, Lansana Conté, le 14 janvier 2006.

### Listes des recteurs
| N° | Prénom et Nom   | Date de début | Date de fin |
| -- | --------------- | ------------- | ----------- |
| 1  | Mamadi Kourouma | 2005          | 2017        |
| 2  | Amadou Kore Bah |               | 20-07-2021  |
| 3  | Manga Keita     | 20-07-2021 3  | 18-10-2023  |
| 4  | Pr Daniel Lamah | 18-10-2023    | En cours    |

## Organisation

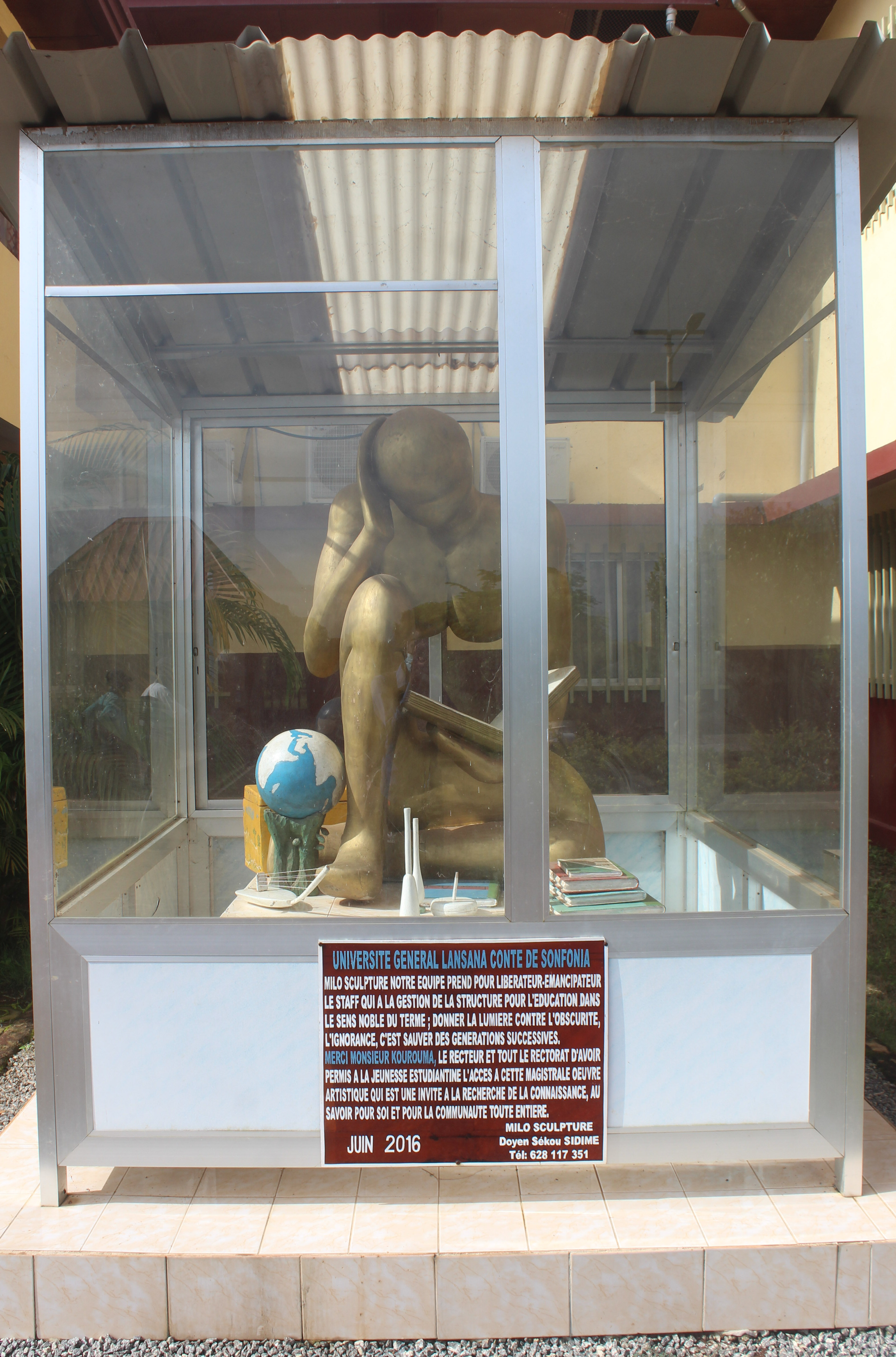
Sculpture dans l'université.

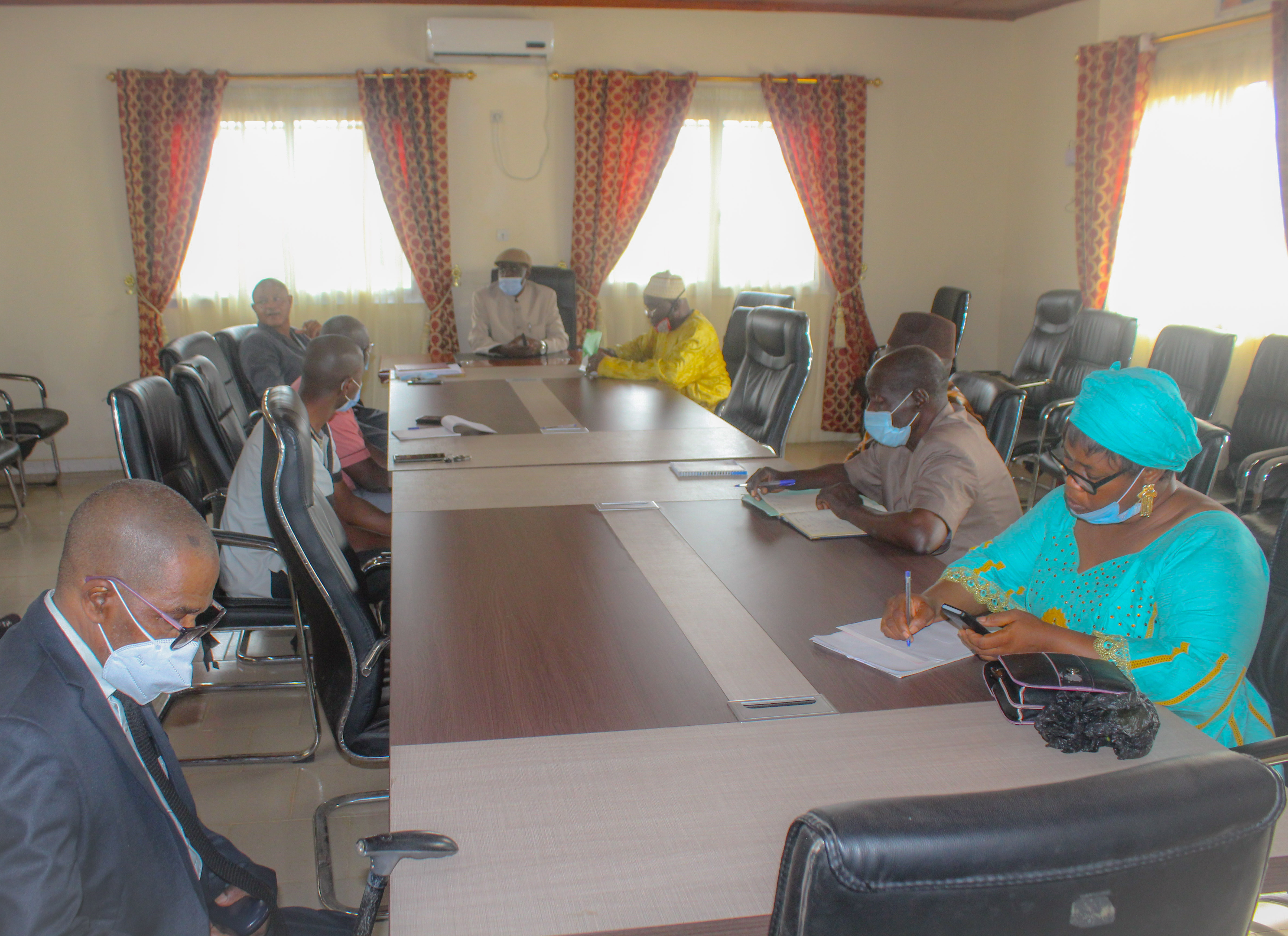
Salle de réunion du rectorat en 2020.

L'université Général Lansana Conté est composée de quatre facultés : 
- Faculté des sciences juridiques et politiques
- Faculté des sciences économiques et de gestion
- Faculté des sciences sociales et humaines
- Faculté des lettres et sciences du langage

Elle possède aussi deux écoles doctorales et plusieurs formations de masters : 
- École doctorale des sciences humaines et sociales
- École doctorale des sciences juridiques, politiques, économiques et de gestion
- Master Espaces, temps, sociétés en Afrique
- Master Lettres modernes
- Master Science du langage
- Master Histoire de l'Afrique et des relations internationales contemporaines
- Master Langue et civilisations d'expression arabe
- Master Droit privé fondamental
- Master Acteurs sociaux et développement local
- Master Sciences politiques
- Master Audit et contrôle de gestion
- Master Philosophie-Psychopédagogie
- Master Économie de la santé
- Master En Gestion et Conservation Des Patrimoines

Les Centres de recherche sont :
- Centre de recherche en sciences sociales
- Centre de recherche en lettres et sciences du langage
- Centre de recherche en sciences de l'éducation
- Laboratoire de recherche société-démocratie-développement durable (LARSODED)
- Laboratoire d'analyse socio-anthropologique de Guinée (LASAG)